# Lichterfest (Offenbach am Main)

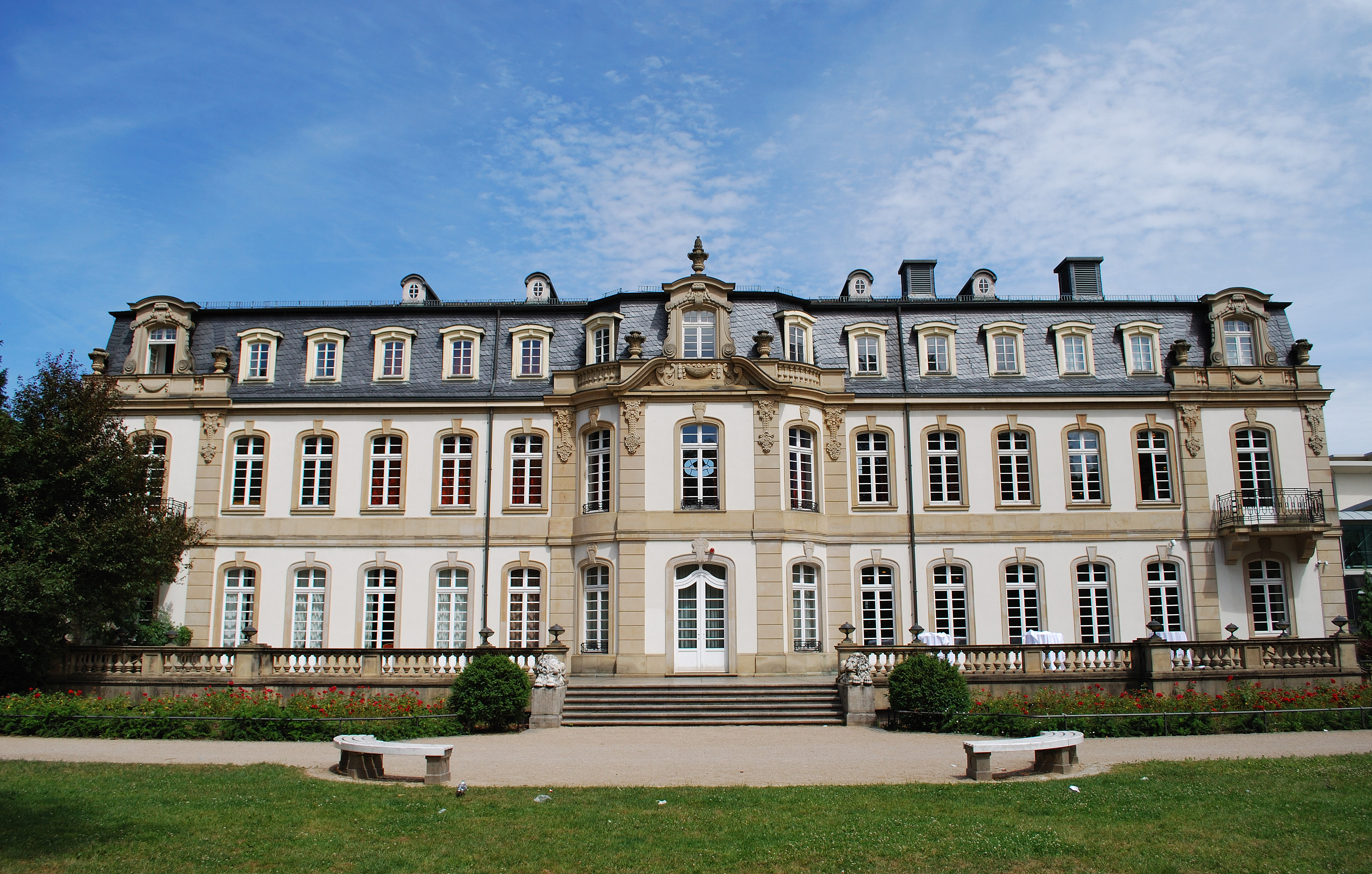
Das Büsing-Palais, Kulisse für das Abschlusskonzert der Neuen Philharmonie Frankfurt

Das Lichterfest ist eine jährlich im August stattfindende Veranstaltung im Büsing-Park in Offenbach am Main. Zentraler Bestandteil ist ein Freiluftkonzert der Neuen Philharmonie Frankfurt. Seit 2004 zieht das Fest jeweils mehr als 8000 Menschen an und zählt damit zu den größten Klassik-Open-Air-Konzerten im Rhein-Main-Gebiet.

## Veranstaltung
Das alljährlich im August stattfindende Lichterfest wird von der Stadt Offenbach organisiert und von Vereinen, Initiativen, Kirchen sowie religiösen Gruppierungen im Büsing-Park gestaltet. Der Name des Festes rührt daher, dass sich die teilnehmenden Gruppen mittels durch Kerzen arrangierten Motiven präsentieren. So wurden 2014, 2015 und 2016 sowie den Folgejahren jeweils 70.000 Kerzen im Park zu verschiedenen Motiven angeordnet.
Neben einem umfangreichen kulinarischen Angebot ist das musikalische Rahmenprogramm mit der Neuen Philharmonie Frankfurt Höhepunkt und fester Bestandteil des Festes. Weite Teile des Publikums wohnen dem Konzert in Picknickatmosphäre auf mitgebrachten Decken, Stühlen oder Tafeln bei. Vor der Bühne gibt es zudem bestuhlte Plätze, für die Eintrittskarten zu erwerben sind. Das Saison-Abschlusskonzert der Neuen Philharmonie ist dabei immer einem Thema gewidmet. 2016 lautete dies zum Beispiel Männersachen. Im typischen Crossover-Stil des Orchesters erklangen so beispielsweise Robbie Williams’ Let Me Entertain You über Richard Wagners Wahnmonolog aus den Meistersingern von Nürnberg, Auszüge aus Mozarts Don Giovanni bis hin zu James Browns I Feel Good.

## Geschichte
Das Lichterfest fand am 18. August 2004 aus Anlass des 50-jährigen Großstadtjubiläums zum ersten Mal statt. Die Neue Philharmonie gab aus diesem Anlass ein Dankeschönkonzert, da sie von der Stadt das Capitol als Probedomizil zur Verfügung gestellt bekommen hatte. Aufgrund des Erfolgs der Zusammenarbeit hat sich das Konzert als fester Bestandteil des Festes etabliert.
Seit 2014 ist aus Sicherheitsgründen die Besucherzahl im Park auf 8000 Personen begrenzt. Um dies zu gewährleisten, wird seitdem Eintritt erhoben. 2016 war ein Eintritt von 1,– € bis 5,– € fällig. Vor der Begrenzung der Besucherzahl nahmen in aller Regel 10.000 Besucher am Konzert teil.

## Konzertthemen (Auswahl)
- 2011: Fools and Heroes
- 2012: Fatum – The Van Beethoven Code
- 2013: … absolutely british![13]
- 2014: Der Berg ruft… Das Meer ruft zurück![2]
- 2015: Tatort[13]
- 2016: Männersachen[14]
- 2017: Die Rückkehr des Belcanto[15]
- 2018: Liebe & Revolution[16]
- 2019: Symphonic Rock in Concert[17]